# Стефанчук, Руслан Алексеевич
Руслан Алексеевич Стефанчук (укр. Руслан Олексійович Стефанчук; род. 29 октября 1975, Тернополь) — украинский правовед, государственный деятель, доктор юридических наук, профессор. Председатель Верховной рады Украины с 8 октября 2021 года. Член Совета национальной безопасности и обороны Украины с 14 октября 2021 года. Действительный член (академик) Национальной академии правовых наук Украины, заслуженный деятель науки и техники Украины (2017). Занимался также адвокатской деятельностью.

## Биография
Родился 29 октября 1975 года в Тернополе в семье студентов-медиков. В 1992 году с отличием окончил Хмельницкую среднюю школу № 18. В 1997 году также с отличием окончил Хмельницкий институт регионального управления и права по специальности «Правоведение», в 1999 году — Технологический университет Подолья («Менеджмент производственной сферы»).
По окончании Хмельницкого университета работал ассистентом кафедры гражданско-правовых дисциплин этого же вуза, а затем поступил в аспирантуру Института государства и права им. Владимира Корецкого НАН Украины. По окончании аспирантуры работал в том же университете на должностях старшего преподавателя, заведующего кафедрой, доцента, профессора кафедры гражданско-правовых дисциплин. В 2005—2011 годах — проректор университета по научной работе.
В 2011—2013 годах заведовал отделом проблем развития национального законодательства в Институте законодательства Верховной рады Украины.
В качестве помощника сотрудничал с народным депутатом от блока «Наша Украина — Народная самооборона» Анатолием Матвиенко, а также вице-премьером Степаном Кубивым.
В 2017 году претендовал на должность судьи в Верховном суде Украины, однако не прошёл по конкурсу.
В 2013—2014 годах заведующий кафедрой гражданско-правовых дисциплин, а с 2014 по 2016 год — проректор по научной работе Национальной академии прокуратуры Украины. С 2016 года — проректор по научной работе высшей школы адвокатуры Национальной ассоциации адвокатов Украины.
Главный редактор журнала «Law of Ukrainе». Также занимает должности заместителя главредактора и члена редакционной коллегии во многих журналах («Право Украины», «Университетские научные записки», «Юридическая наука», «Вестник Национальной академии прокуратуры Украины», «Журнал гражданского и уголовного судопроизводства» и др.).
Участвовал в разработке законов Украины «О внесении изменений в некоторые законодательные акты в сфере личных неимущественных прав физических лиц», «Об охране репродуктивного здоровья», «Об учёте времени в Украине» и др. Опубликовал также более 500 научных работ на темы юриспруденции.
В 2019 году вошёл в предвыборный штаб кандидата на пост президента Украины Владимира Зеленского, где занимался идеологией и разработкой законопроектов. С Зеленским Стефанчук познакомился ещё в студенческие годы благодаря КВН.
21 мая Владимир Зеленский, вступив в должность, назначил Руслана Стефанчука своим советником — представителем в Верховной раде.
29 августа Верховная рада Украины избрала Руслана Стефанчука первым заместителем председателя парламента. Стефанчук не имеет жилья в Киеве, поэтому снимает квартиру у своей тёщи, за что получил компенсацию из государственного бюджета Украины. В свою очередь, Стефанчук заявил, что как иногородний народный депутат имеет право на такую компенсацию на основании закона и ничего не нарушал. Но, учитывая репутационные риски, он возвратил полученную компенсацию.
Младший брат — Николай Стефанчук, политик, доцент, адвокат, депутат.

## Собственность
Согласно ежегодной декларации народного депутата, Руслан Стефанчук имеет один земельный участок в селе Белогородка Киевской области общей площадью 1008 м². Также он имеет одну квартиру в Хмельницком и арендует одну в Киеве. Кроме того, в его собственности находится старинная икона и «библиотека научной литературы» численностью более 5000 экземпляров книг. В 2019 году Стефанчук приобрёл автомобиль «Mitsubishi Outlander».

## Награды
- Грамота Хмельницкой областной государственной администрации (2001, 2007);
- Грамота Министерства образования и науки Украины (2007);
- Благодарность Министерства юстиции Украины (2008);
- Лауреат Премии Кабинета Министров Украины за особые достижения молодежи в развитии Украины в номинации «За научные достижения» (16 июня 2010)[8];
- Благодарность Генерального прокурора Украины (15 августа 2014);
- Почётная грамота Высшего специализированного суда Украины по рассмотрению гражданских и уголовных дел (18 марта 2016);
- Почётная награда Национальной ассоциации адвокатов Украины (14 декабря 2016);
- почетное звание «Заслуженный деятель науки и техники Украины» (1 декабря 2017)[9].
- Серебряная медаль председателя Сената Чехии (14 апреля 2022, Чехия)[10].